# Joyce Carol Oates
Joyce Carol Oates (Lockport, 1938. június 16. –) amerikai író. 1963-ban adta ki első könyvét, azóta 58 regénye, számos színdarab és novella, valamint számos novellás-, vers- és ismeretterjesztő kötete jelent meg. Regényei, mint a Black Water (1992), What I Lived For (1994) és Blonde (2000), valamint The Wheel of Love (1970) és Lovely, Dark, Deep: Stories (2014) című novellagyűjteményei mindegyike Pulitzer-díj döntős volt. Írásaiért számos díjat nyert, köztük a National Book Award-ot, a them című regényéért (1969), két O. Henry-díjat, a National Humanities Medal-t és a Jeruzsálem-díjat (2019).
1978 és 2014 között a Princetoni Egyetemen tanított. Vendégprofesszor a berkeley-i Kaliforniai Egyetemen.
Oates-t 2016-ban beválasztották az Amerikai Filozófiai Társaságba.

## Fiatalkora, diákkora
Oates a New York állambeli Lockportban született, Carolina (született Bush) magyar származású háziasszony és Frederic James Oates szerszámkészítő három gyermeke közül a legidősebbként. Szülei farmján nőtt fel a városon kívül.
Öccse, Fred Jr. 1943-ban, húga, a súlyosan autista Lynn Ann 1956-ban született. Oates a New York állambeli Millersport munkásosztálybeli mezőgazdasági közösségében nőtt fel és „boldog, összetartó és rendkívüli család volt korunkhoz, helyünkhöz és gazdasági helyzetünkhöz képest”, de gyermekkora „napi tülekedés a létezésért”. Apai nagyanyja, Blanche Woodside a családdal élt és "nagyon közel" volt Joyce-hoz. Blanche halála után Joyce megtudta, hogy Blanche apja öngyilkos lett, és Blanche ezt követően eltitkolta zsidó örökségét; Oates végül a nagyanyja életének aspektusaira támaszkodott a The Gravedigger's Daughter (2007) című regény megírásakor.
Oates ugyanabba az egyterű iskolába járt, ahová édesanyja gyerekkorában. Már korán elkezdte érdekelni az olvasás és emlékszik, hogy Blanche ajándékozta neki Lewis Carroll Alice Csodaországban című művét (1865), mint "gyermekkorom nagy kincsét és életem legmélyebb irodalmi hatását. Ez szerelem volt első látásra!" Korai tinédzser korában Charlotte Brontë, Emily Brontë, Fjodor Dosztojevszkij, William Faulkner, Ernest Hemingway és Henry David Thoreau munkáit olvasta, írók, akiknek „befolyása továbbra is nagyon mély”. Oates 14 évesen kezdett írni, amikor Blanche adott neki egy írógépet. Később több nagyobb, külvárosi iskolába is átment, és 1956-ban a Williamsville South High School-ban érettségizett, ahol a középiskolai újságnál dolgozott. Ő volt az első a családjában, aki elvégezte a középiskolát.
Tinédzserként korai elismerésben részesült írásaiért: Scholastic Art and Writing Awardot nyert.

## Egyetem
Oates ösztöndíjat nyert a Syracuse Egyetemen, ahol csatlakozott a "Phi Mu"-hoz. Úgy találta, hogy Syracuse "tanulmányi szempontból és intellektuálisan is nagyon izgalmas hely", és úgy képezte magát, hogy "regényt regény után írni, és mindig kidobni, amikor befejeztem". Ezen a ponton Oates elkezdte olvasni Franz Kafka, D. H. Lawrence, Thomas Mann és Flannery O'Connor munkáit, és megjegyezte: „ezek a hatások még mindig elég erősek, áthatóak”. 19 évesen megnyerte a Mademoiselle női magazin által szponzorált "főiskolai novella" versenyt. Oates-t juniorként beválasztották a Phi Beta Kappa-ba, és a Syracuse Egyetemen szerzett B.A. diplomát summa cum laude angol nyelven 1960-ban és 1961-ben a Wisconsin-Madison Egyetemen szerzett M.A. fokozatot. A Rice Egyetemnek volt PhD hallgatója, de otthagyta, hogy főállású író lehessen.
Evelyn Shrifte, a Vanguard Press kiadó elnöke nem sokkal azután találkozott Oates-szel, hogy Oates megkapta a mesterfokozatot. "Már frissen végzett az iskolában, és azt hittem, hogy zseni" – mondta Shrifte. A Vanguard 1963-ban adta ki Oates első könyvét, a By the North Gate című novellagyűjteményt.

## Karrier

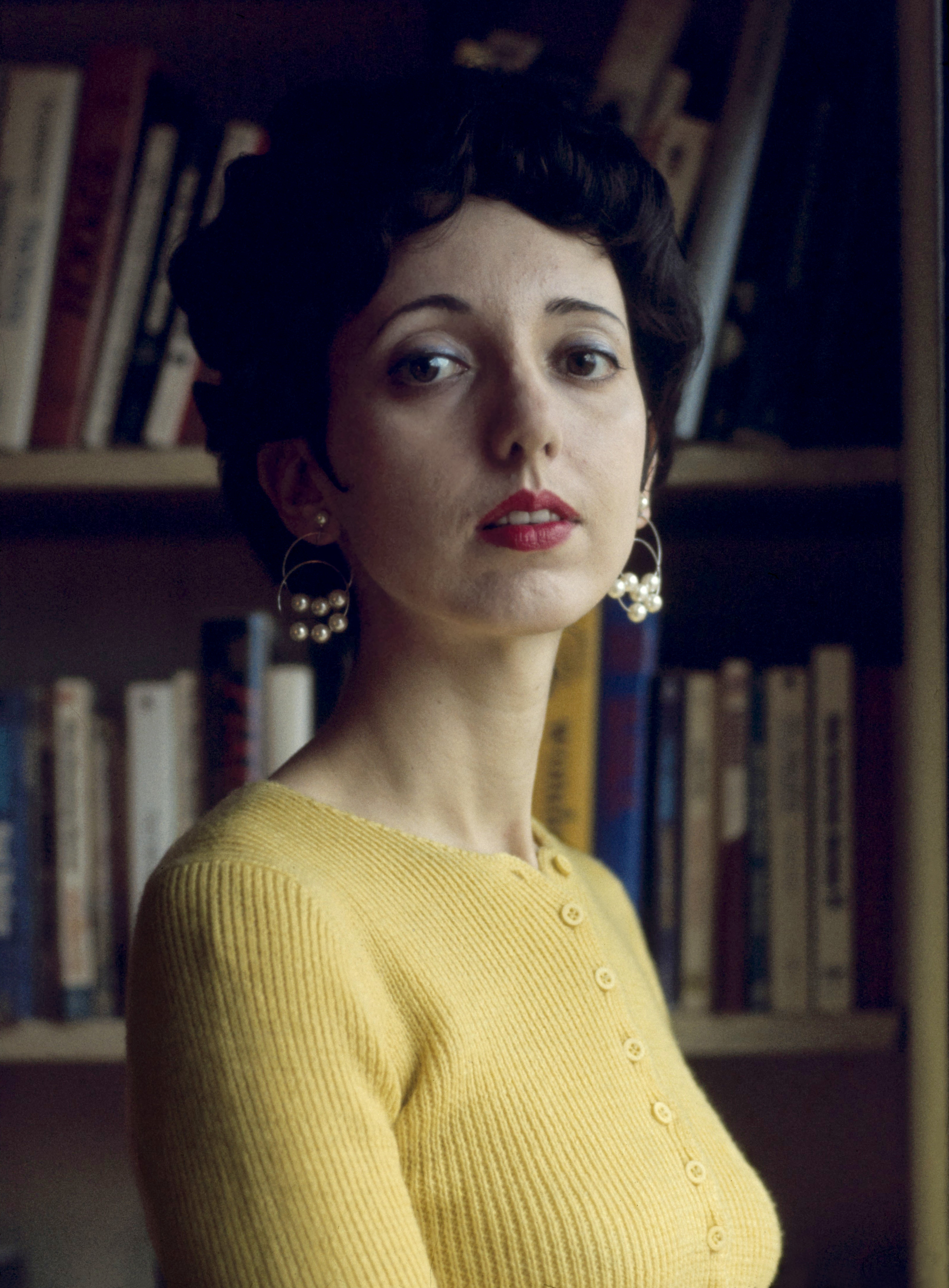
Oates 1972-ben, Kanadában

A Vanguard Press kiadta Oates With Shuddering Fall (1964) című első regényét, amikor ő 26 éves volt. 1966-ban kiadta a „Where Are You Going, Where Have You Been?” című novellát, amelyet Bob Dylannek ajánlott, miután meghallgatta az „It's All Over Now, Baby Blue” című dalát. A történet lazán a sorozatgyilkos Charles Schmidre épül, akit "The Pied Piper of Tucson" néven is ismernek. Sokszor antologizálták és filmként adaptálták: Smooth Talk Laura Dern főszereplésével (1985). 2008-ban Oates azt mondta, hogy publikált munkái közül leginkább a „Where Are You Going, Where Have You Been?” című filmjét említették meg.
Egy másik korai novella, az "In a Region of Ice" (The Atlantic Monthly, 1966. augusztus), egy fiatal, tehetséges zsidó-amerikai diákot mutat be. Dramatizálja az oktatás világa és a szülei józan, megalapozott társadalma elleni tiltakozásba sodródását, a depresszióját és végül a gyilkosságot-öngyilkosságot. Egy valós esemény ihlette (ahogy több munkáját is), és Oates megismerkedett főhősének modelljével. Ezt a témát a Last Days: Stories (1984) című gyűjteményének címadó történetében járta körül. Az "In the Region of Ice" kapta két O. Henry-díja közül az elsőt.
Második regénye az A Garden of Earthly Delights (1967), a Vanguard által 1967–1971 között kiadott, úgynevezett Wonderland Quartet (Csodaország kvartett) első regénye. Mindannyian az éves Nemzeti Könyvdíj döntősei voltak. A sorozat harmadik regénye, a them (ők) (1969) elnyerte az 1970-es Nemzeti Szépirodalmi Könyvdíjat. Az 1930-as évektől az 1960-as évekig Detroitban játszódik, nagy része fekete gettónegyedekben, és nyíltan foglalkozik a bűnözéssel, a drogokkal, valamint a faji és osztálykonfliktusokkal. Ismét néhány kulcsszereplő és esemény valódi embereken alapult, akiket Oates ismert vagy hallott a városban töltött évei alatt. Azóta évente átlagosan két könyve jelent meg. Munkájában gyakran szerepel a vidéki szegénység, a szexuális zaklatás, az osztályfeszültségek, a hatalomvágy, a női gyermek- és serdülőkor, és esetenként a természetfeletti. Munkájában az erőszak állandó, sőt Oates is írt egy esszét, választ a következő kérdésre: "Miért olyan erőszakos az írásod?"
1990-ben a Because It Is Bitter, and Because It Is My Heart című regényét elemezte, amely a faji feszültség témáival is foglalkozik, és úgy jellemezte, hogy „az írás [ez] élménye olyan intenzív, hogy szinte elektromosnak tűnt”. Rajongója Sylvia Plath költőnek és regényírónak, Plath egyetlen regényét, a The Bell Jar-t (Az üvegbura) "közel tökéletes műalkotásnak" írja le, de bár Oates-t gyakran Plathhoz hasonlították, elutasítja Plath öngyilkossággal kapcsolatos romantikáját, és szereplői közül a ravasz, szívós túlélőket részesíti előnyben, nőket és férfiakat egyaránt. Az 1980-as évek elején Oates gótikus és horror műfajú történeteket kezdett írni; e műfajokba való betörése során elmondta, hogy "mélyen hatott rá" Kafka, és "írói rokonságot" érzett James Joyce-szal.
1996-ban Oates kiadta a We Were the Mulvaneys című regényt egy amerikai család felbomlásáról, amely bestseller lett, miután 2001-ben az Oprah's Book Club kiválasztotta. Az 1990-es években és a 2000-es évek elején Oates számos könyvet írt, többnyire feszültségregényeket, Rosamond Smith és Lauren Kelly néven.
Legalább az 1980-as évek eleje óta Oatesről azt pletykálják, hogy az irodalmi Nobel-díj favoritja volt a kritikusok szerint." A Syracuse Egyetemen tartott tanulmányai 17 kiadatlan novellát és négy kiadatlan vagy befejezetlen novellát tartalmaznak. Oates azt mondta, hogy korai kiadatlan munkájának nagy részét „vidáman kidobták”.
1970-es The Wheel of Love című történetgyűjteményének egyik áttekintése „jelentős tehetségű” íróként jellemezte, de akkoriban „messze nem volt nagy író”.
Oates 2006-os "Landfill" című novelláját bírálták, mert John A. Fiocco Jr., egy 19 éves New Jersey-i főiskolai hallgató néhány hónappal korábbi halálát idézte.
1998-ban Oates megkapta az amerikai irodalomban elért eredményekért járó F. Scott Fitzgerald-díjat, amelyet évente adnak át az amerikai irodalomban elért kiemelkedő teljesítmények elismerésére.

### Ontario Review
Oates 1974-ben Kanadában megalapította a The Ontario Review című irodalmi folyóiratot Raymond J. Smith-szel, férjével és végzős diáktársával, aki végül a 18. századi irodalom professzora lett. Smith ennek a vállalkozásnak a szerkesztőjeként, Oates pedig segédszerkesztőként dolgozott. Smith, a szerkesztő szerint a magazin küldetése az volt, hogy áthidalja az Egyesült Államok és Kanada irodalmi és művészeti kultúráját: „Ezt mindkét ország íróinak és művészeinek, valamint interkulturális jellegű esszéknek és recenzióknak a megjelentetésével próbáltuk elérni.  1978-ban a Sylvester & Orphanos kiadta a Sentimental Education-t.
1980-ban Oates és Smith megalapította az Ontario Review Books nevű független kiadót. 2004-ben Oates úgy jellemezte a partnerséget, mint "hasonló gondolkodásúak házassága – a férjemet és engem is annyira érdekel az irodalom, és ugyanazokat a könyveket olvassuk; ő fog olvasni egy könyvet, majd én is elolvasom – kereskedünk és étkezés közben beszélünk az olvasmányainkról…”.

### Tanári pálya
Oates a texasi Beaumontban tanított egy évig, majd 1962-ben Detroitba költözött, ahol a Detroiti Egyetemen kezdett tanítani. A vietnámi háború, az 1967-es detroiti lázadások és egy állásajánlat hatására Oates 1968-ban férjével a folyón túl Kanadába költözött, hogy az ontariói Windsor Egyetemen tanítson. 1978-ban a New Jersey állambeli Princetonba költözött, és a Princetoni Egyetemen kezdett tanítani.
Többek között Oates hatással volt Jonathan Safran Foerre, aki 1995-ben Princeton egyetemi hallgatóként egy bevezető írástanfolyamot vett Oatesnél. Foer később felidézte, hogy Oates érdeklődött az írása és "legfontosabb írói tulajdonságai, energiája" iránt, és megjegyezte, hogy ő volt az "az első ember, aki arra gondolt, hogy meg kell próbálnom akárhogy komolyan írni. És az életem ezután nagyon megváltozott." Oates tanácsadóként dolgozott Foer szakdolgozatában, amely az Everything Is Illuminated című regényének korai változata volt (amely 2002-ben jelent meg elismeréssel).
Oates 2014-ben visszavonult a Princeton-i tanítástól, és az év novemberében egy nyugdíjas bulin kapott kitüntetést.
Oates 2016 óta tanít kreatív írást a Berkeley Egyetemen, és tavaszi szemeszterekben kínálja kurzusát.

## Nézetek

### Vallás
Oates katolikusként nevelkedett, de 2007-ben ateistaként azonosította magát. A Commonweal magazinnak adott interjújában Oates kijelentette: "Úgy gondolom, hogy a vallás a mély erők, a mély képzelőerő, a titokzatos erők egyfajta pszichológiai megnyilvánulása, amelyek mindig velünk vannak."

### Politika
Oates liberálisnak vallja magát, és támogatja a fegyvertartást. Hangosan kritizálta Donald Trump volt amerikai elnököt és politikáját, nyilvánosan és a Twitteren is.
Ellenezte a kulturális intézmények bezárását Trump beiktatásának napján az elnök elleni tiltakozásként, és kijelentette: "Ez csak a művészeknek ártana. Inkább a kulturális intézményeknek kell menedéket nyújtaniuk azoknak, akiket a beiktatás taszított."
2019 januárjában kijelentette, hogy "Trump olyan, mint egy orrszobor, de úgy gondolom, hogy ami igazán mindent irányít, az csak néhány igazán gazdag család vagy vállalat."
A gyermekvállalásról

„Soha nem voltam erősen anyás. A tesómnak szintén nincs gyereke, lehet genetikailag is, de az is lehet, hogy annyira érdekelt az írás, hogy egyszerűen nem volt időm, pedig szeretem a gyerekeket. Példaképeim gyermektelenek voltak: Virginia Woolf, Jane Austen, George Eliot, Brontës.”

### Twitter
Oates rendszeres posztoló a Twitteren. Különös kritikát kapott a tweetjeiben észlelt iszlamofóbia miatt. Oates kijelentette kritizált tweetjében: "Ahol a nők 99,3%-a számolt be arról, hogy szexuálisan zaklatták, és a nemi erőszak járványos – Egyiptom – természetes, hogy megkérdezzük: mi az uralkodó vallás?" Később visszalépett ettől a kijelentéstől. Azért is kritizálták, mert egy mississippi iskola által a Nyolcadik osztályos tantervből kivont To Kill a Mockingbird című tweettel reagált arra, hogy a mississippiek nem olvasnak.
Oates megvédte kijelentéseit a Twitteren, mondván: "Nem hiszem, hogy tényleg olyat mondtam, amit nem érzek, és azt gondolom, hogy néha a tömegnek nem feltétlenül van igaza. Tudja, Kierkegaard azt mondta: 'A tömeg hazugság'. Amolyan lincscsőcselék-mentalitás egyes emberek között a Twitteren”

„Amikor az emberek azt mondják, hogy túl sok erőszak van [a könyveimben], ezzel azt mondják, hogy túl sok a valóság az életben.”

## Termelékenység

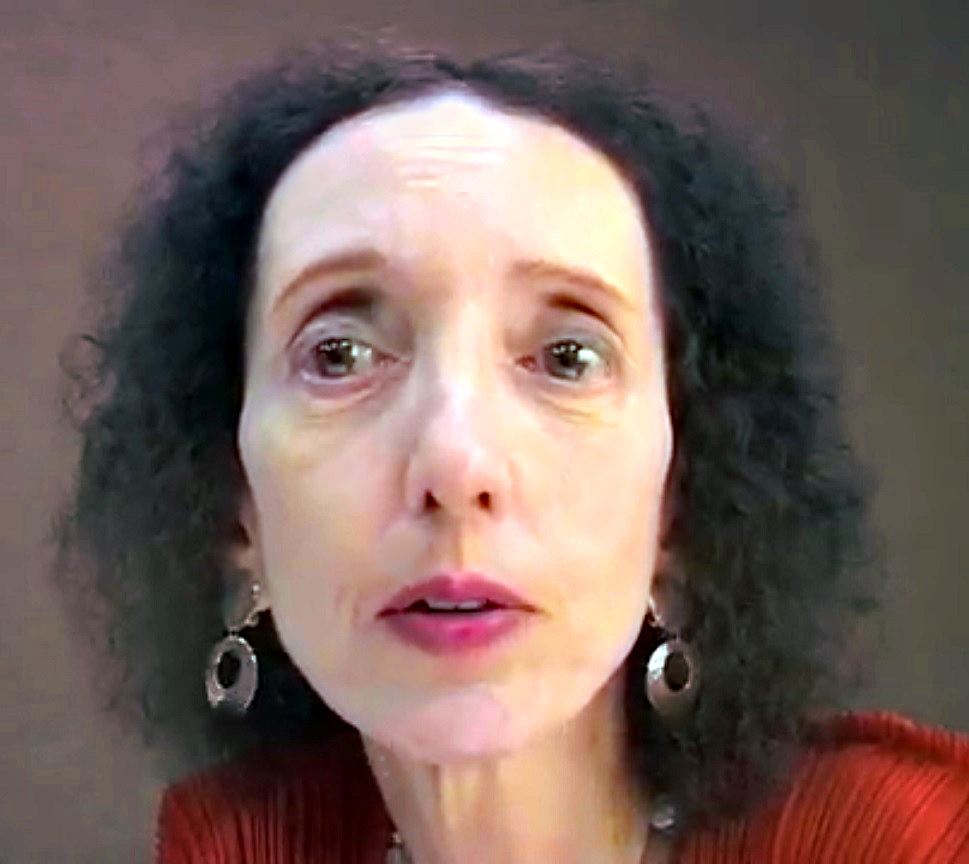
Oates 2004-ben

Oates kézírással ír, „minden nap 8-tól 1-ig dolgozik, majd este két-három órát”. A New York Times 1989-ben azt írta, hogy Oates „neve a termelékenység szinonimája”, 2004-ben pedig a The Guardian megjegyezte, hogy „Szinte minden kritika egy Oates-könyvről, úgy tűnik, egy listával kezdődik [az általa kiadott könyvek számáról]."
Számos publikáció közölt listát az általuk legjobbnak tartott Joyce Carol Oates-könyvekről, amelyek célja, hogy segítsenek az olvasóknak megismertetni a szerző ijesztő mennyiségű munkáját. A The Rocky Mountain News egy 2003-as, „Joyce Carol Oates for dummies” című cikkében azt javasolta, hogy kezdje korai novelláival és az A Garden of Earthly Delights (1967), them (1969), Wonderland (1971), Black Water (1992) és a Blonde (2000) című regényeivel. 2006-ban a The Times a „The Pick of Joyce Carol Oates” néven sorolta fel őket: them, On Boxing (John Ranard fotóssal együttműködve) (1987), Black Water és High Lonesome: New & Selected Stories, 1966–2006 (2006). 2007-ben az Entertainment Weekly Oates kedvencei közé sorolta a Wonderland, a Black Water, a Blonde, az I'll Take You Oda (2002) és a The Falls (2004) címűeket. 2003-ban Oates maga mondta, hogy úgy gondolja, hogy emlékezni fognak rá, és leginkább azt szeretné, ha egy első Oates-olvasó elolvasná a them-t és a Blonde-t, bár „olyan könnyen választhatott volna több címet is”.

## Bibliográfia
Oates kiterjedt bibliográfiája költészetet, színdarabokat, kritikákat, novellákat, tizenegy novellát és hatvan regényt tartalmaz, köztük a Because It Is Bitter, and Because It Is My Heart; Black Water; Mudwoman; Carthage; The Man Without a Shadow; és A Book of American Martyrs. Számos regénye jelent meg "Rosamond Smith" és "Lauren Kelly" álnéven.

## Regények
- With Shuddering Fall (1964)
- A Garden of Earthly Delights (1967) (Wonderland Quartet 1.)
  - A földi gyönyörök kertje (Csodaország kvartett 1.) – Európa, Budapest, 1980 · ISBN 9630718588 · Fordította: Széky Annamária
- Expensive People (1968)
  - Luxusvilág – Kriterion, Bukarest, 1978 · ISBN 9630717921 · Fordította: Sz. Kiss Csaba
  - Luxusvilág – Európa, Budapest, 2007 · ISBN 9789630782463 · Fordította: Sz. Kiss Csaba
- them (1969)
  - Ők (Csodaország kvartett 3.) – Európa, Budapest, 1975 · ISBN 9630702312 · Ford.: Sz. Kiss Csaba
- Wonderland (1971)
- Do With Me What You Will (1973)
  - Tégy velem, amit akarsz – Árkádia, Budapest, 1987 · ISBN 9633070627 · Fordította: Prekop Gabriella
  - Tégy velem, amit akarsz – Európa, Budapest, 1987 · ISBN 963073964x · Fordította: Prekop Gabriella
- The Assassins (1975)
- Childwold (1976)
- Son of the Morning (1978)
- Cybele (1979)
- Unholy Loves (1979)
  - Áldatlan szerelmek – Árkádia, Budapest, 1983 · ISBN 9633070058 · Fordította: Prekop Gabriella
  - Áldatlan szerelmek – Európa, Budapest, 1983 · ISBN 9630730820 · Fordította: Prekop Gabriella
- Bellefleur (1980)
  - Bellefleur avagy a családi átok I-II. – Európa, Budapest, 1986 · ISBN 963073754x · Fordította: Szilágyi Tibor
- Angel of Light (1981)
- A Bloodsmoor Romance (1982)
- Mysteries of Winterthurn (1984)
- Solstice (1985)
  - Napforduló – Árkádia, Budapest, 1989 · ISBN 9633071259 · Fordította: Prekop Gabriella
  - Napforduló – Európa, Budapest, 1989 · ISBN 9630748452
- Marya: A Life (1986)
- You Must Remember This (1987)
  - Irgalmas ég – Árkádia, Budapest, 1991 · ISBN 9633071771 · Fordította: Széky Annamária
- American Appetites (1989)
  - Jó étvágyat, Amerika! – Európa, Budapest, 1993 · ISBN 9630755378 · Ford.: Somogyi Pál László
- Because It Is Bitter, and Because It Is My Heart (1990)
- Foxfire: Confessions of a Girl Gang (1993) (az 1996-os Foxfire film alapja)
- What I Lived For (1994)
- Zombie (1995)
- We Were the Mulvaneys (1996)
- Man Crazy (1997)
- My Heart Laid Bare (1998)
- Broke Heart Blues (1999)
  - Megtört szívek balladája – Fiesta / Saxum, Budapest, 2002 · ISBN 9639258180 · Fordította: B. Albitz Ilona
- Blonde (2000)
  - Szöszi – Európa, Budapest, 2022 · ISBN 9789635047017 · Fordította: Bíró Péter
- Middle Age: A Romance (2001)
- I'll Take You There (2002)
- The Tattooed Girl (2003)
- The Falls (2004)
- Missing Mom (2005)
- Black Girl / White Girl (2006)
- The Gravedigger's Daughter (2007)
- My Sister, My Love (2008)
- Little Bird of Heaven (2009)
- Mudwoman (2012)[70]
- Daddy Love (2013)
- The Accursed (2013)
- Carthage (2014)
- The Sacrifice (2015)
- Jack of Spades (2015)
  - Pikk Bubi – Európa, Budapest, 2015 · ISBN 9789634052524 · Fordította: Borbás Mária
  - Pikk Bubi – Európa, Budapest, 2022 · ISBN 9789635045808
- The Man Without a Shadow (2016)[71]
- A Book of American Martyrs (2017)
- Hazards of Time Travel (2018)
- My Life As a Rat (2019)
- The Pursuit (2019)
- Night. Sleep. Death. The Stars. (2020)
- Breathe (2021)
- Babysitter (2022)

### Mint "Rosamond Smith"
- Lives of the Twins (1987) (U.K. title: Kindred Passions)
- Soul/Mate (1989)
- Nemesis (Oates)|Nemesis (1990)
- Snake Eyes (1992)
- You Can't Catch Me (1995)
- Double Delight (1997)
- Starr Bright Will Be With you Soon (1999)
- The Barrens (2001)

### Mint "Lauren Kelly"
- Take Me, Take Me With You (2003)
- The Stolen Heart (2005)
- Blood Mask (2006)

## Novellák

### Gyűjtemények
- By the North Gate (1963)
- Upon the Sweeping Flood and Other Stories (1966)
  - Norman és a gyilkos – Európa, Budapest, 1978 · ISBN 9630718197 · Fordította: Bart István, Benedek Mihály, Borbás Mária, Csillag Veronika, Deme Mária, Dezsényi Katalin, Dobrás Zsófia, Györffy Miklós, Széky Annamária, Szilágyi Tibor, Sz. Kiss Csaba, Udvarhelyi Hanna
  - Norman és a gyilkos – Európa, Budapest, 1980 · ISBN 9630722011
- The Wheel of Love and Other Stories (1970)
- Marriages and Infidelities (1972)
- The Goddess and Other Women (1974)
- The Hungry Ghosts: Seven Allusive Comedies (1974)
- Where Are You Going, Where Have You Been?: Stories of Young America (1974)
- The Poisoned Kiss and Other Stories from the Portuguese (1975)
- The Seduction and Other Stories (1975)
- Crossing the Border (1976)
- Night-Side (1977)
- All the Good People I've Left Behind (1979)
- A Sentimental Education (1980)
- Last Days: Stories (1984)
- Wild Saturday (1984)
- Raven's Wing (1986)
- The Assignation (1988)
- Oates in Exile (1990)
- Heat & Other Stories (1991)
  - Hőség – Trivium, Budapest, 2004 · ISBN 9639367478 · Fordította: Frigyik László
- Where is Here? (1992)
- Where Are You Going, Where Have You Been?: Selected Early Stories (1993)
- Haunted: Tales of the Grotesque (1994)
- Demon and Other Tales (1996)
- Will You Always Love Me? And Other Stories (1996)
- The Collector of Hearts: New Tales of the Grotesque (1998)
- Faithless: Tales of Transgression (2001)
  - Hűtlenség – Magyar Könyvklub, Budapest, 2003 · ISBN 9635479042 · Fordította: Révy Katalin, Gellért Marcell
- I Am No One You Know: Stories (2004)
  - Én nem az vagyok, akinek ismersz – Trivium, Budapest, 2005 · ISBN 9639367486 · Fordította: Isztray Gergely
- The Female of the Species: Tales of Mystery and Suspense (2006)
- High Lonesome: New & Selected Stories, 1966-2006 (2006)
- The Museum of Dr. Moses: Tales of Mystery and Suspense (2007)
- Wild Nights! (2008)
- Dear Husband (2009)
- Sourland: Stories (2010)
- Give Me Your Heart: Tales of Mystery and Suspense (2011)
- The Corn Maiden and Other Nightmares (2011)
- Black Dahlia & White Rose (2012)
- Evil Eye: Four Novellas of Love Gone Wrong (2013)
- High Crime Area: Tales of Darkness and Dread (2014)
- Lovely, Dark, Deep (2014)
- The Doll-Master and Other Tales of Terror (2016)
- DIS MEM BER and Other Stories of Mistery and Suspense (2017)
- Beautiful Days (short story collection)

### Novellák
- The Triumph of the Spider Monkey (1976)
- I Lock My Door Upon Myself (1990)
- The Rise of Life on Earth (1991)
- Black Water (1992)
- First Love: A Gothic Tale (Illustrated by Barry Moser) (1996)
- Beasts (2002)
  - Állatok – Geopen, Budapest, 2004 · ISBN 9639574198 · Fordította: Etédi Péter
- Rape: A Love Story (2003)
  - Nemi erőszak – Európa, Budapest, 2003 · ISBN 9630781417 · Fordította: Palkó Katalin
- The Corn Maiden: A Love Story (2005)
- A Fair Maiden (2010)
  - Egy szép szűz leány – Európa, Budapest, 2010 · ISBN 9789630789899 · Fordította: M. Nagy Miklós
- Patricide (2012)
- The Rescuer (2012)

### Össze nem gyűjtött novellák
| Cím                                            | Év   |
| ---------------------------------------------- | ---- |
| In shock                                       | 2000 |
| Commencement                                   | 2001 |
| Between Us There's a Secret                    | 2004 |
| Gargoyle                                       | 2008 |
| Mudgirl saved by the King of Crows. April 1965 | 2011 |
| The White Cat                                  | 2011 |
| Mastiff                                        | 2013 |
| Wanting                                        | 2018 |

## Ifjúsági
- Big Mouth & Ugly Girl (2002)
- Small Avalanches and Other Stories (2003)
- Freaky Green Eyes (2003)
- Sexy (2005)
- After the Wreck, I Picked Myself Up, Spread My Wings, and Flew Away (2006)
- Two or Three Things I Forgot to Tell You (2012)

## Gyermekirodalom
- Come Meet Muffin! (1998)
- Great Ghost Stories (1998) (összeállította Peter Glassman, illusztrálta by Barry Moser)
- Where Is Little Reynard? (2003)
- Naughty Chérie! (2008)

## Dráma
- Miracle Play (1974)
- Three Plays (1980)
- Tone Clusters (1990)
- In Darkest America (1991)
- I Stand Before You Naked (1991)
- Twelve Plays (1991) (including Black)
- The Perfectionist and Other Plays (1995)
- New Plays (1998)
- Dr. Magic: Six One Act Plays (2004)

## Esszék és emlékiratok
- Oates, Joyce Carol. The edge of impossibility: tragic forms in literature. New York: Vanguard Press (1972)
- The Hostile Sun: The Poetry of D.H. Lawrence (1973)
- New Heaven, New Earth: The Visionary Experience in Literature (1974)
- The Picture of Dorian Gray: Wilde’s Parable of the Fall (1980)
- Contraries: Essays (1981)
- The Profane Art: Essays & Reviews (1983)
- On Boxing (with John Ranard, photographer) (1987)
- (Woman) Writer: Occasions and Opportunities (1988)
- George Bellows: American Artist (1995)
- They Just Went Away (1995)
- Where I've Been, And Where I'm Going: Essays, Reviews, and Prose (1999)
- "A Fragmented Diary in a Fragmented Time" (2003) published in Narrative Magazine
- The Faith of A Writer: Life, Craft, Art (2003)
- Uncensored: Views & (Re)views (2005)
- The Journal of Joyce Carol Oates: 1973-1982 (2007)
- In the Absence of Mentors/Monsters (2009)
- In Rough Country (2010)
- A Widow's Story: A Memoir (2011)
- Joyce Carol Oates creates Evangeline Fife, who interviews Robert Frost: Lovely, Dark, Deep (2013) published in "Dead Interviews" [72]
- Oates, Joyce Carol (2013. június 10.). „After Black Rock”. The New Yorker 89 (17), 96–97. o.
- The Lost Landscape: A Writer's Coming of Age (2015)
- "Nighthawk: Recollections of a Lost Time" (2015) published in Narrative Magazine
- "The Lost Sister: An Elegy" (2015) published in Narrative Magazine
- "Soul at the White Heat: Inspiration, Obsession, and the Writing Life" (2016)

## Költészet

### Gyűjtemények
- Women In Love and Other Poems (1968)
- Anonymous Sins & Other Poems (1969)
- Love and Its Derangements (1970)
- Angel Fire (poetry collection)

### Versek listája
| Cím                                         | Év   | Első közlés | Újranyomva/összegyűjtve |
| ------------------------------------------- | ---- | --- | ----------------------- |
| Too young to marry but not too young to die | 2013 | Oates, Joyce Carol (2013. augusztus 5.). „Too young to marry but not too young to die”. The New Yorker 89 (23), 56–57. o. |                         |

## Filmek
- Sima száj 1985 – (Smooth Talk)[73]
- Hazug ikrek 1991 – (Lives of the Twins)[74]
- Kis tüzek 1996 – (Foxfire)[75]
- Tudni akarom, ki vagy 1999 – (Getting to Know You)[76]
- A szexbomba 2001 – (Blonde)[77]
- Volt egyszer eg boldog család () (2002) – (We Were the Mulvaneys)[78]
- Fire 2009
- Zombie 2010
- The Gathering Squall 2011
- Foxfire 2012 – (Foxfire: Confessions of a Girl Gang)[79]
- Bosszú szeretetből 2017 – (Rape: A Love Story)
- Creme Noir 2017[80]
- Dupla szerető 2017 (L'amant double; Lives of the Twins)[81]
- The Follower 2019[82]
- Blonde 2022[83]

## Díjak és kitüntetések

### Győztes
- 1955-1956: Scholastic Art & Writing Award
- 1967: O. Henry Award – "In the Region of Ice"[34]
- 1968: M. L. Rosenthal Award, National Institute of Arts and Letters – A Garden of Earthly Delights
- 1970: National Book Award for Fiction – Them[35]
- 1973: O. Henry Award – "The Dead"[34]
- 1988: St. Louis Literary Award from the Saint Louis University Library Associates[84][85]
- 1990: Rea Award for the Short Story
- 1996: Bram Stoker Award for Novel – Zombie
- 1996: PEN/Malamud Award for Excellence in the Art of the Short Story
- 1997: Golden Plate Award, American Academy of Achievement[86]
- 2002: Peggy V. Helmerich Distinguished Author Award[87]
- 2003: Kenyon Review Award for Literary Achievement (The Kenyon Review)[88]
- 2005: Prix Femina Etranger – The Falls
- 2006: Chicago Tribune Literary Prize (Chicago Tribune)
- 2006: Honorary Doctor of Humane Letters, Mount Holyoke College[89]
- 2007: Humanist of the Year, American Humanist Association[90]
- 2009: Ivan Sandrof Award for Lifetime Achievement, NBCC[91][92]
- 2010: National Humanities Medal[93]
- 2010: Fernanda Pivano Award
- 2011: Honorary Doctor of Arts, University of Pennsylvania[94]
- 2011: World Fantasy Award for Best Short Fiction – Fossil-Figures[95]
- 2011: Bram Stoker Award for Best Fiction Collection – The Corn Maiden and Other Nightmares[96]
- 2012: Stone Award for Lifetime Literary Achievement, Oregon State University
- 2012: Norman Mailer Prize, Lifetime Achievement[97]
- 2012: Bram Stoker Award for Best Fiction Collection – Black Dahlia and White Rose: Stories[98]
- 2019: Jerusalem Prize, Lifetime Achievement
- 2020: Prix mondial Cino Del Duca, work as a message of modern humanism

### Döntős
- 1970: Pulitzer Prize for Fiction – The Wheel of Love and Other Stories[99]
- 1993: Pulitzer Prize for Fiction – Black Water[100][101]
- 1995: Pulitzer Prize for Fiction – What I Lived For[100]
- 2001: Pulitzer Prize for Fiction – Blonde[100]
- 2015: Pulitzer Prize for Fiction – Lovely, Dark, Deep: Stories[100]

### Jelölve
- 1963: O. Henry Award – Special Award for Continuing Achievement (1970), five Second Prize (1964 to 1989), two First Prize (above) among 29 nominations[34]
- 1968: National Book Award for Fiction – A Garden of Earthly Delights[102]
- 1969: National Book Award for Fiction – Expensive People[103]
- 1972: National Book Award for Fiction – Wonderland[104][105]
- 1990: National Book Award for Fiction – Because It Is Bitter, and Because It Is My Heart[106]
- 1992: National Book Critics Circle Award, Fiction – Black Water[91]
- 1995: PEN/Faulkner Award – What I Lived For[107]
- 2000: National Book Award – Blonde[108]
- 2007: National Book Critics Circle Award, Fiction – The Gravedigger's Daughter[91]
- 2007: National Book Critics Circle Award, Memoir/Autobiography – The Journal of Joyce Carol Oates: 1973–1982[91]
- 2013: Frank O'Connor International Short Story Award for Black Dahlia and White Rose: Stories[109]

## Magánélet

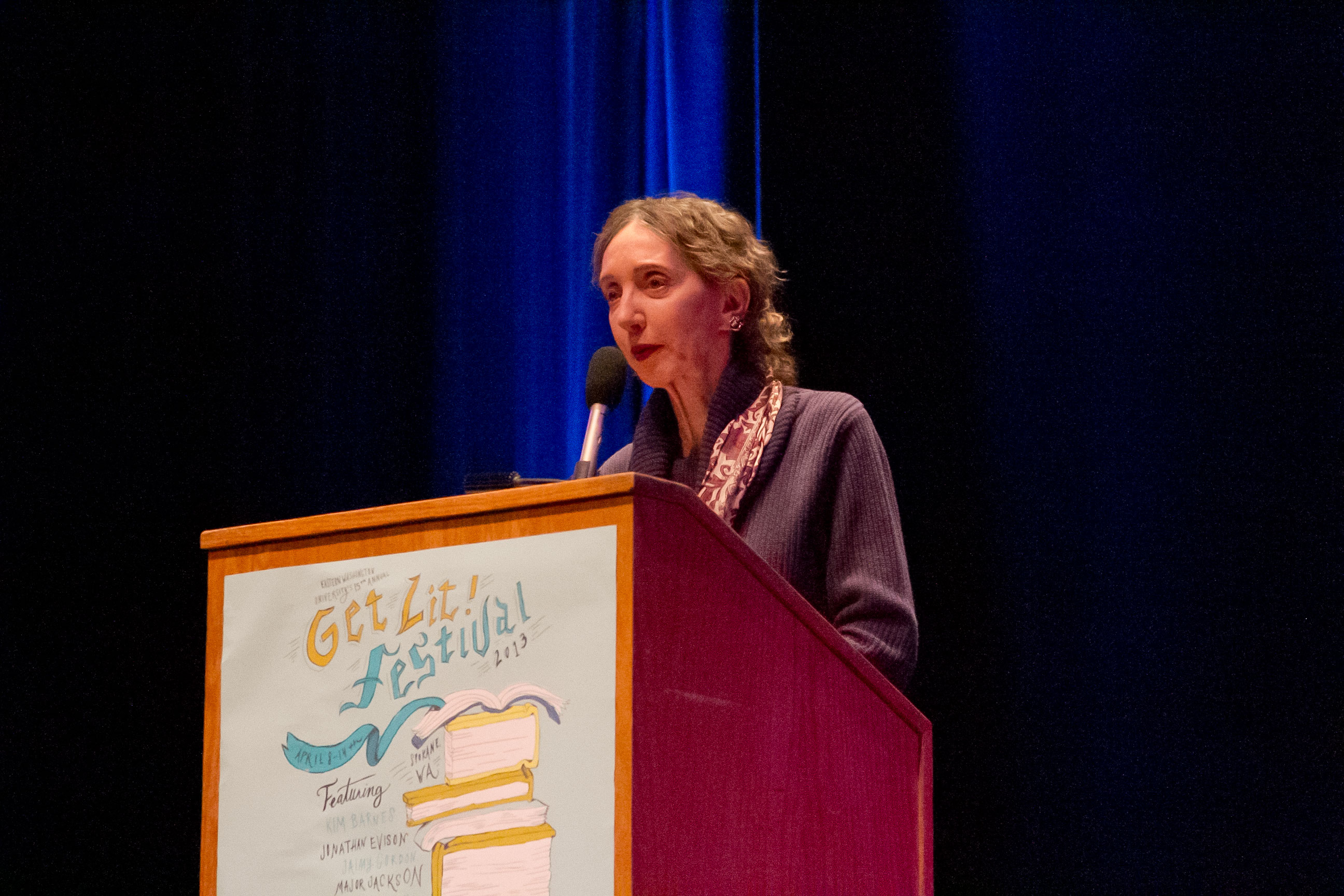
Oates 2013-ban

Oates a Wisconsin-Madison Egyetemen ismerkedett meg Raymond J. Smith-szel, egy diplomás diáktársával, és 1961-ben házasodtak össze. Smith a 18. századi irodalom professzora, majd később szerkesztő és kiadó lett. Oates a párkapcsolatot "hasonló gondolkodású házasságnak" és "nagyon együttműködő és ötletes házasságnak" jellemezte.
Smith 2008. február 18-án halt meg tüdőgyulladás okozta szövődményekben és halála mélyen érintette Oatest; 2008 áprilisában ezt írta egy kérdezőnek: "A férjem váratlan halála óta tényleg nagyon kevés energiám van [...] Úgy tűnik, a házasságom – a férjem iránti szerelmem – állt az első helyen az életemben, nem pedig az írásom. Halála mellett írásom jövője jelenleg aligha érdekel."
Hat hónapig tartó közel öngyilkossági gyász után, egy vacsora alkalmával találkozott Charles Gross-szal, a Princetoni Pszichológiai Tanszék és Idegtudományi Intézet professzorával. 2009 elején Oates és Gross összeházasodtak. 2019. április 13-án Oates a Twitteren bejelentette, hogy Gross 83 éves korában meghalt.
Naplóíróként 1973-ban kezdett részletes naplót vezetni, amelyben dokumentálta személyes és irodalmi életét; végül „több mint 4000 géppel írt oldalra” nőtt. 2008-ban Oates azt mondta, hogy "felhagyott a hivatalos napló vezetésével", ehelyett megőrizte e-mailjei másolatait.
1999-től Oates továbbra is a futás elkötelezettje maradt, amiről ezt írta: "Ideális esetben a futó, aki író, úgy rohan át a fikció táj- és városképein, mint egy szellem egy valóságos környezetben." Futás közben Oates gondolatban elképzeli a jeleneteket a regényeiben, és kidolgozza a szerkezeti problémákat a már megírt piszkozatokban; futás közben fogalmazta meg a You Must Remember This (1987) című regényének csíráját, amikor "felpillantott, és meglátta egy vasúti híd romjait", amelyek "egy mitikus New York-i városra emlékeztették a megfelelő helyen".
Oates 1997 és 2016 között a John Simon Guggenheim Memorial Foundation kuratóriumának tagja volt. Tiszteletbeli tagja a Simpson Literary Projectnek, amely évente 50.000 dolláros Simpson/Joyce Carol Oates irodalmi díjat adományoz egy pályafutása közepén álló írónak.

## Fordítás
- Ez a szócikk részben vagy egészben  a   Joyce Carol Oates című angol Wikipédia-szócikk fordításán alapul.  Az eredeti cikk szerkesztőit annak laptörténete sorolja fel. Ez a jelzés csupán a megfogalmazás eredetét és a szerzői jogokat jelzi, nem szolgál a cikkben szereplő információk forrásmegjelöléseként.

## Egyéb információk
- Celestial Timepiece: A Joyce Carol Oates Patchwork (hivatalos webhely)
- Joyce Carol Oates az Internet Movie Database oldalon (angolul)